# La Mesnière
La Mesnière è un comune francese di 317 abitanti situato nel dipartimento dell'Orne nella regione della Normandia.

## Società

### Evoluzione demografica
Abitanti censiti